# Melissa Rauch
Melissa Ivy Rauch (23 de junho de 1980) é uma atriz e comediante americana. É conhecida pelo papel que interpreta no sitcom da CBS, The Big Bang Theory, no qual interpretava Bernadette Marian Rostenkowski Wollowitz.

## Primeiros anos de vida e educação
Rauch nasceu em Marlboro, no Condado de Monmouth, em Nova Jersey. Ela é Bacharel em Belas Artes pelo Marymount Manhattan College. Rauch é de origem judaica.

## Carreira
Enquanto estudava, Melissa atuava como comediante stand-up ao redor de Manhattan e logo alcançou as paradas de comédia de Nova York com o seu show chamado The Miss Education of Jenna Bush, no qual ela interpretava a filha do presidente.
Em 2009, Rauch fez o papel recorrente de Bernadette Rostenkowski, como a namorada de Howard Wolowitz, no sitcom The Big Bang Theory. Iniciando em 2010, durante a quarta temporada da série, Rauch foi promovida ao elenco regular. Em entrevista ao New York Post, ela afirmou que a voz característica da personagem é baseado na voz de sua própria mãe, que também tem voz fina.
Em 14 de dezembro de 2011, Rauch foi nomeada ao Screen Actors Guild Award por Outstanding Performance by an Ensemble in a Comedy Series.
Em 2017 Melissa Rauch deu voz para a personagem Arlequina em "Batman and Harley Queen".

## Vida pessoal
Melissa reside em Los Angeles, Califórnia. Ela tem um irmão, Ben. É casada com Winston Rauch, com quem ela havia trabalhado em The Miss Education of Jenna Bush e outros projetos. Em dezembro de 2017, eles tiveram sua primeira filha, chamada Sadie. Em 4 de maio de 2020, Rauch deu a luz a um menino.

## Filmografia

### Filme
| Ano  | Título                     | Papel                              | Nota                   |
| ---- | -------------------------- | ---------------------------------- | ---------------------- |
| 2006 | Delirious                  | Megan                              |                        |
| 2009 | I Love You, Man            | Mulher gritando na praia em Sydney |                        |
| 2009 | The Condom Killer          | Audra                              | Curta-metragem         |
| 2010 | Wright vs. Wrong           | Daisy Cake                         |                        |
| 2013 | In Lieu of Flowers         | Carrie                             |                        |
| 2013 | You Are Here               |                                    |                        |
| 2014 | Are You Here               | Marie                              |                        |
| 2015 | The Bronze                 | Hope Annabelle Greggory            | Também escritora       |
| 2016 | Ice Age: Collision Course  | Francine                           | Voz, cameo             |
| 2016 | Flock of Dudes             | Jamie                              |                        |
| 2017 | Batman and Harley Quinn    | Harley Quinn / Dr. Harleen Quinzel | Voz, direto para vídeo |
| 2019 | Ode to Joy                 | Bethany                            |                        |
| 2019 | The Laundromat             | Melanie                            |                        |
| 2020 | Cats & Dogs 3: Paws Unite! | Gwen the Cat                       | Voz, direto para vídeo |

### Televisão
| Ano       | Título                            | Papel                               | Nota                                                                   |
| --------- | --------------------------------- | ----------------------------------- | ---------------------------------------------------------------------- |
| 2007      | 12 Miles of Bad Road              | Bethany                             | 3 episódios                                                            |
| 2008–2009 | Kath & Kim                        | Tina                                | 6 episódios (recorrente)                                               |
| 2009–2019 | The Big Bang Theory               | Bernadette Rostenkowski             | Temporada 3 (recorrente; 5 episódios) Temporada 4–12 (papel principal) |
| 2010      | The Office                        | Cathy                               | 1 episódio, 2010                                                       |
| 2010      | True Blood                        | Summer                              | 6 episódios, 2010                                                      |
| 2014      | Teenage Fairytale Dropouts        | Senhorita Macabre                   | 1 episódio: "Something Wicked This Way Substitutes"                    |
| 2015      | Sofia the First                   | Tizzy                               | 1 episódio                                                             |
| 2015      | Scooby-Doo! and the Beach Beastie | Kiki                                | Voz, filme para televisão                                              |
| 2017      | Star vs. the Forces of Evil       | Baby                                | Voz, episódio: "Baby"                                                  |
| 2017      | Marvel's Ant-Man                  | The Wasp                            | Voz, 2 episódio                                                        |
| 2017      | Blaze and the Monster Machines    | Light Thief                         | Voz, episódio: "Light Riders"                                          |
| 2019      | Black Monday                      | Shira                               | 2 episódios                                                            |
| 2019      | Robot Chicken                     | Betty Spaghetty, Rainbow Brightstar | Voz, episódio: "Molly Lucero in: Your Friend's Boob"                   |
| 2020      | Animaniacs                        | Marie Antoinette                    | Voz, episódio: "France France Revolution"                              |
| 2021      | Jeopardy!                         | Melissa Rauch (voice)               | Temporada 38 (anfitrião convidado; 10 episódios)                       |
| 2022      | Firebuds                          | Beth Bayani                         | Voz, 3 episódios                                                       |
| 2022      | Celebrity Jeopardy!               | Ela mesma                           | Concorrente                                                            |
| 2023–2025 | Night Court                       | Juíza Abby Stone                    | Papel principal e também produtor executivo                            |